# 単線並列
単線並列（たんせんへいれつ）とは鉄道の線路を複数並べたものであるが、単線が並んでいるだけで複線の機能を有さないもの。単線併設ともいう。なお、線路を複数並べたもので複線としても使用出来るものは双単線という。

## 単線併設

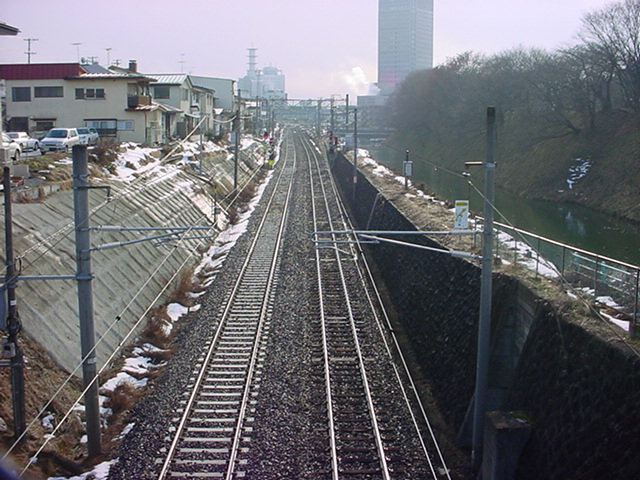
並列に設置されている標準軌と狭軌。左が標準軌、右が狭軌。 山形 - 北山形にて

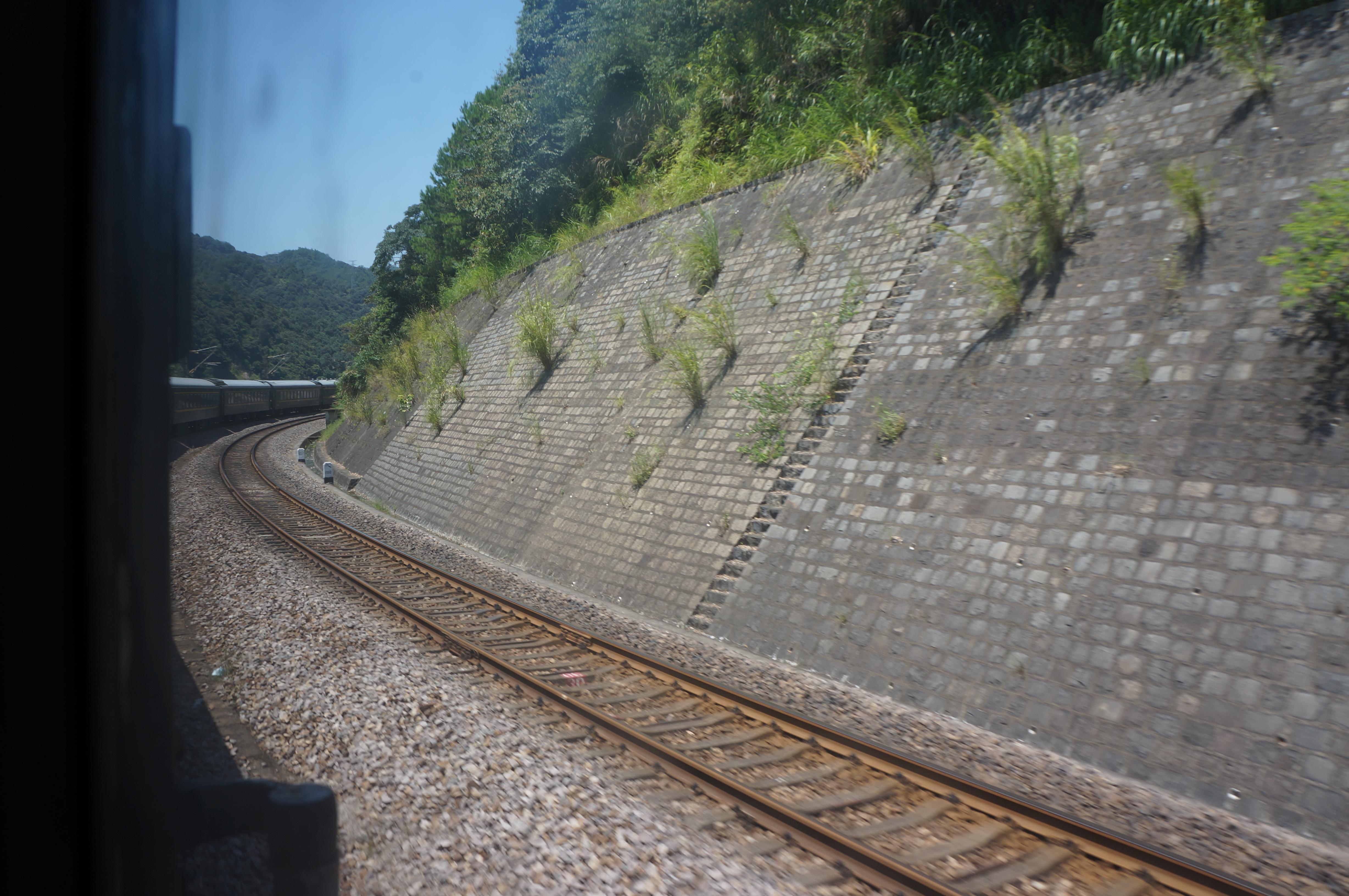
左が鷹廈線、右がショウ泉肖線

主に、異なる線区の合流する駅からターミナル駅までの区間に見られる形態である。両路線を合わせた複線を敷設する場合に比べると、各路線のダイヤを並走区間でも独立に設定出来るというメリットがある。

### 現行の例
日本では以下のような例がある。
同一軌間の系統の並行によるもの
- 四国旅客鉄道（JR四国）高徳線
  - 佐古駅 - 徳島駅間

佐古駅で分岐する高徳線と徳島線（共に単線）が系統別に徳島駅に乗入れているもの。かつては高徳線と徳島線の重複区間であった。
佐古駅では、高徳線の列車は列車交換が出来るが、徳島線列車は列車交換出来ない。
- 京浜急行電鉄空港線
  - 京急蒲田駅 - 糀谷駅間

京急蒲田駅本線上りホームと直通する系統、下りホームと直通する系統で1線ずつ使用する。
2010年5月16日に京急蒲田駅・糀谷駅の上り線高架ホームを先行開業させた際、京急蒲田駅 - 大鳥居駅間の線路が暫定的に高架・地平に分かれ、同区間が単線並列となった。高架線は品川方面から羽田空港方面へ向かう下り列車と羽田空港方面から横浜方面へ向かう上り（本線下り）列車、地平線は羽田空港方面から品川方面への上り列車と横浜方面から羽田空港方面への下り（本線上り）列車がそれぞれ使用する。
2012年10月21日に下り線高架化が行われた際、糀谷駅京急蒲田寄りに分岐器（シーサスクロッシング）が挿入されたため、糀谷駅 - 大鳥居駅間は通常の複線に戻り、単線並列区間が京急蒲田駅 - 糀谷駅間となった。
- 北九州高速鉄道小倉線（北九州モノレール）
  - 小倉駅 - 平和通駅間

かつての小倉駅（現・平和通駅）から現在の小倉駅に乗入れた際に小倉駅までの間に分岐器を設けなかったために単線並列となった。
分岐器は平和通駅下り側（企救丘駅寄り）に設けられているため、平和通駅・小倉駅共両側ホームに上下線列車が止まる。
- 能勢電鉄妙見線
  - 山下駅 - 笹部駅間

笹部駅近くで複線から単線となる。山下駅近くに分岐器が無いため、折返し列車は所定の進行方向を逆に走る。
- 伊予鉄道高浜線
  - 古町駅 - 衣山駅間

人身事故や車両故障の際は古町駅で折返す。衣山駅には渡り線が無いため、古町駅までは普段と反対側の線路を使用する。
- 東海旅客鉄道（JR東海）武豊線
  - 大府駅 - 尾張森岡駅間

大府駅構内から尾張森岡駅手前まで旅客列車と貨物列車で1線ずつ使用する。旅客線は電化されているが貨物線は電化されていない。

軌間が異なる系統並行によるもの
- 東日本旅客鉄道（JR東日本）奥羽本線
  - 山形駅 - 羽前千歳駅間

山形新幹線・山形線系統で標準軌線、仙山線・左沢線系統で狭軌線を使用。
  - 大曲駅 - 秋田駅間

秋田新幹線系統で標準軌線、普通・快速列車系統で狭軌線を使用。
神宮寺駅 - 峰吉川駅間には三線軌条の線路があり、この区間は標準軌の単線並列区間としても運用されている。
- 東日本旅客鉄道（JR東日本）成田線・京成電鉄本線・京成電鉄成田空港線（成田スカイアクセス）
  - 空港第2ビル駅 - 成田空港駅間

成田線系統は狭軌線、京成線系統は標準軌線。
第三種鉄道事業者（線路保有事業者）としてはどちらも成田空港高速鉄道。

この他に、筑肥線・唐津線の山本駅 - 本牟田部駅間等、線路が併走しているものの途中駅には片方の線にしかホームが無く、もう片方は通過する区間が多く存在するが、このような例はそれぞれの線路が共通の駅間の輸送を分担する働きを持っていないため「たまたますぐそばを通るだけの全く別の路線」であり、「単線並列」とは見なさない。また、通常は単線運行であるが、出入庫用や多客期用単線が並行しているものとしては京成金町線京成高砂駅 - 柴又駅間や、近鉄生駒鋼索線鳥居前駅 - 宝山寺駅間等がある。
日本国外では以下のような例がある。
- シアトル・センター・モノレール
  - シアトル・センター（英語版） - ウェストレイク・センター（英語版）間
- 上海トランスラピッド
  - 竜陽路駅 - 浦東1号2号航站楼駅間
- 仁川国際空港シャトルトレイン
  - 第1旅客ターミナル - 搭乗棟間
  - 第2旅客ターミナル - 搭乗棟間

### 過去の例

西尾口 - 西尾間の単線並列配線（1943年）

- 名古屋鉄道西尾線（旧：西尾線）・碧海電気鉄道（現：名鉄西尾線）
  - 西尾口駅・碧海西尾口駅 - 西尾駅間（1928年 - 1943年）

1928年に前身の愛知電気鉄道が西尾付近の線路を移設した際、同時に子会社の碧海電気鉄道が西尾まで延伸し、上記区間を単線並列で敷設。その後旧西尾線が廃止され単線となったが、現在は高架化を経て複線化された。
- 信貴山急行電鉄
  - 高安山駅 - 信貴山門駅間（1930年 - 1944年）
- 東京高速鉄道（現：東京メトロ銀座線）
  - 青山六丁目駅（現：表参道駅） - 虎ノ門駅間（1938年11月18日 - 同年12月20日）
- 富山地方鉄道本線・立山線（富南線）
  - 電鉄富山駅・富山駅 - 稲荷町駅間（1941年 - 1946年以降）

電化線（本線、旧富山電鉄線）と非電化線（富南線、旧富南鉄道線）の単線並列（富南線側の軌道は1946年に電化された）。また、1969年に廃止された富山田地方駅など、同区間の中間駅は本線側にしか存在しなかった。
- 秩父鉄道秩父本線・東武鉄道熊谷線（現・廃止）
  - 熊谷駅 - 上熊谷駅間（1943年 - 1983年）

東武熊谷線建設の際、上記区間は秩父鉄道の将来の複線化用地を間借りすることで開業したため、単線並列となった。
- 高松琴平電気鉄道琴平線
  - 高松築港駅 - 瓦町駅間（1953年 - 1967年）

当時架線電圧600Vであった志度線が高松築港駅に乗入れるために、1500Vの琴平線と600Vの志度線の単線並列となっていた。長尾線の昇圧により解消されたが、高松築港駅の分岐器がホームから約400m離れた位置にあるため、この間は事実上琴平線と長尾線の単線並列が残っている。
- 室蘭本線志文駅 - 岩見沢駅間（1961年 - 1994年）
開通当初からの距離の短い線路（旧旅客線）と、旧・岩見沢操車場を通る、1961年に完成した距離の長い貨物線が、それぞれ双方向運転が可能な単線として併存していたが、旧旅客線の踏切撤去のため、休止中の貨物線を1994年11月に復活のうえ旅客線に転用、本来の線路（旧旅客線）は廃止され、再び単線となった。

地下鉄やモノレール等では、暫定的に延伸した終着駅や、複線から単線に切替わる主要駅等においてトンネル構造などの理由で渡り線が設置出来ない場合があり、直近の渡り線が設置された駅から終着駅等までが単線並列となることがある。
過去に単線並列運転が行われた路線は、以下の例がある（駅名は渡り線のある駅 - 終着駅順）。
- 名古屋市営地下鉄名城線
  - 市役所駅（現・名古屋城駅） - 栄町駅（現・栄駅）間（1965年 - 1967年）
- 東京地下鉄東西線
  - 九段下駅 - 竹橋駅間（1966年）
- 都営地下鉄三田線
  - 芝公園駅 - 三田駅間（1973年 - 2000年）
- 東京地下鉄有楽町線
  - 有楽町駅 - 銀座一丁目駅間（1974年 - 1980年）
- 都営地下鉄新宿線
  - 東大島駅 - 船堀駅間（1983年 - 1986年）
- 東京地下鉄南北線
  - 市ケ谷駅 - 四ツ谷駅間（1996年 - 1997年）
- 都営地下鉄大江戸線
  - 都庁前駅 - 新宿駅間（1997年 - 2000年）
- 成田空港第2ターミナルシャトルシステム
  - メインビル - サテライトビル間（1992年 - 2013年）

なお、同じ状況でも単線運転を行う場合もあり、需要などを考慮して決められる（単線の項目を参照）。また、工事や災害で渡り線の無い駅で折返す場合などに、一時的に単線並列運転を実施することもある。

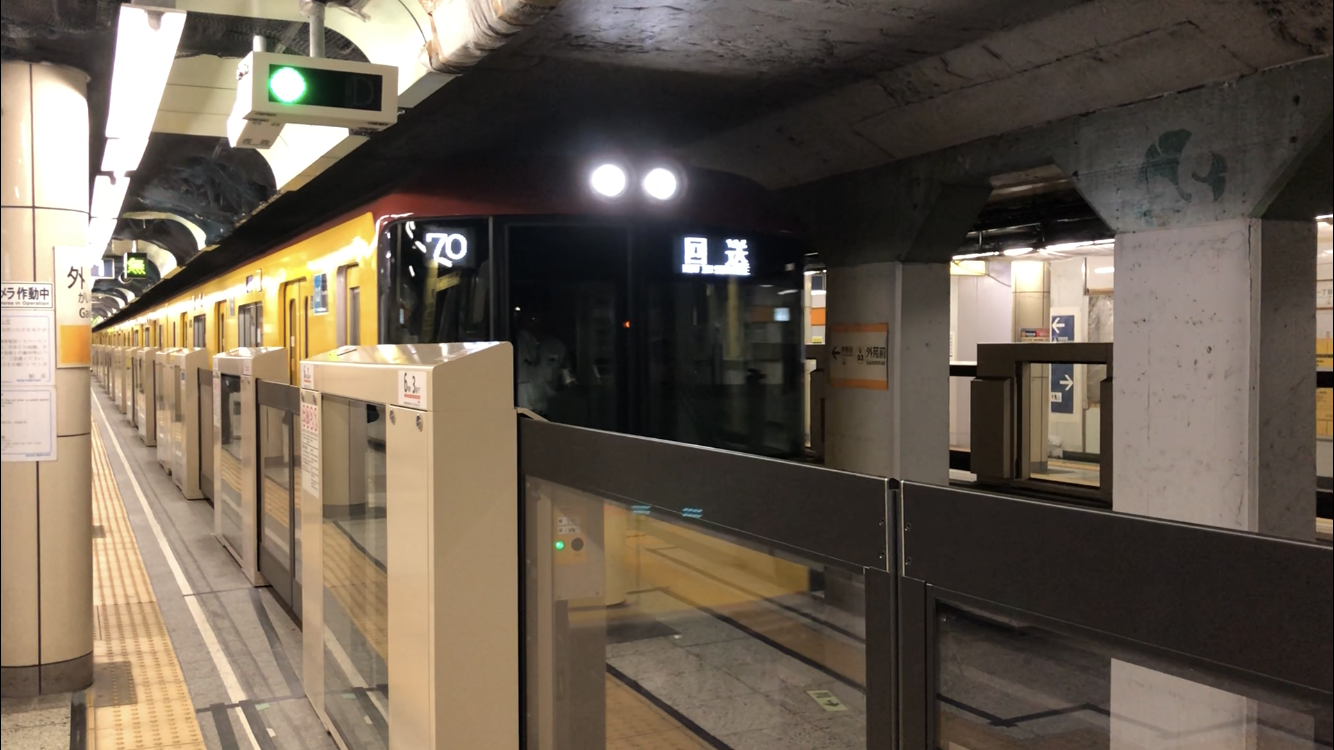
工事のため暫定的に単線並列運転を実施した例。回送列車が本来のA線を逆走している。 外苑前駅にて

## 双単線

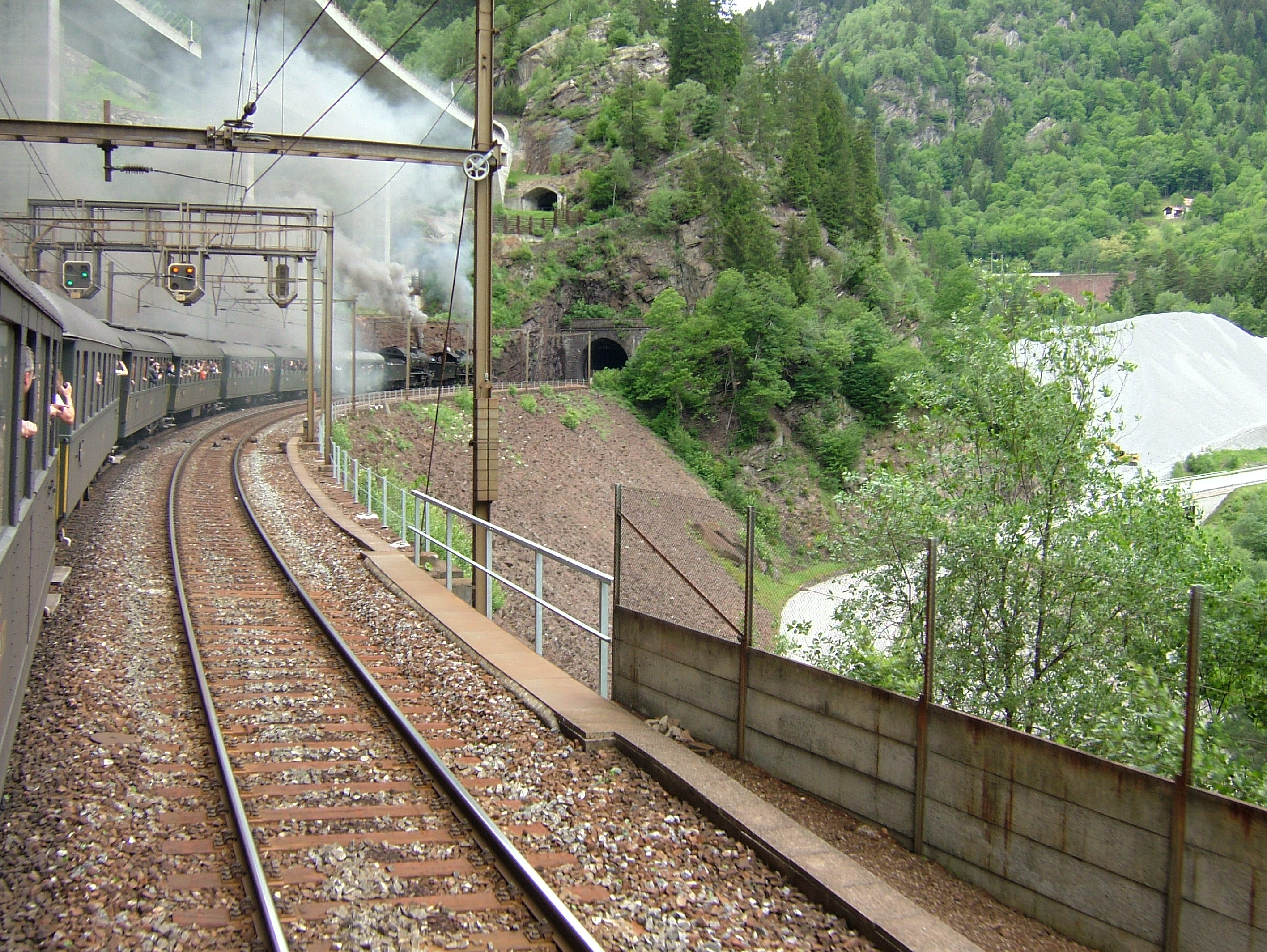
双単線の例（スイス）。左右の線路用にそれぞれ信号機がある

双単線とは線路が2本並んでいて両方の線路を複線として運行することも単線として運行することも出来るようにした配線をいう。
アメリカやヨーロッパ、そして台湾では通常ダイヤでも追越に使われる上、トラブル、保線作業で単線運転する機会も多い。そのため、駅間にも渡り線や安全側線が10数kmごとに存在する。フランスのLGVでは数十kmごとに渡り線を配置する双単線を採用している。フランスのTVMを採用した韓国高速鉄道や、台湾高速鉄道も欧州規格を採用しており、同様の双単線が採用されている。
双単線にすることで一方の線路の整備を行いながら他方の線路を使って運行を継続することが可能となる。トラブル等で1線がマヒした場合でも単線運転が可能となる。また、双単線では両方の線路に同じ方向の列車を通して複々線のように使用されることもある。これにより通常時でも駅や信号場等の待避設備に寄らないで複々線のように双方共走行しながら追越すことも可能となり、性能や種別の異なる列車を共存させやすくなる。
一方、日本では運転間隔が稠密なため双単線は殆ど採用されていない。日本のように列車本数が多い国では、駅間で追越や保線での単線運転は難しいため、アメリカやヨーロッパに比べると採用例が極めて少ない。ただし、日本でもATACSやCBTCなどの無線を用いた移動閉塞を導入する際に信号システムを単線並列運転に対応させる流れはある。
日本では以下のような例がある。
- 東日本旅客鉄道（JR東日本）上越線支線（上越新幹線）
  - 越後湯沢駅 - ガーラ湯沢駅間

上越新幹線の保線基地への回送線が、信号システム上、単線並列として整備され、後にガーラ湯沢駅の設置により路線が旅客化された。
- 東日本旅客鉄道成田線（本線佐原方面・空港支線）
  - 成田駅 - 成田線分岐点間（正式には全区間成田駅構内）
- 九州旅客鉄道（JR九州）山陽本線
  - 下関駅 - 門司駅間

関門トンネルの保守点検時間を確保するため。
- 西日本旅客鉄道（JR西日本）桜島線
  - 西九条駅 - ユニバーサルシティ駅間
- 西日本旅客鉄道（JR西日本）湖西線
  - 大津京駅 - 近江塩津駅間

2004年より機能停止中
- 東京地下鉄（東京メトロ）千代田線
  - 綾瀬駅 - 北綾瀬駅間

同駅区間運転の営業線・回送線（北綾瀬駅構内にホームが無い）の2系統を兼ねている。
- 東京地下鉄（東京メトロ）丸ノ内線
2024年12月7日のCBTC化の際に単線並列運転に対応させる予定。